# Ángel González Muñiz
Ángel González Muñiz (Oviedo, Astúries, 6 de setembre de 1925 - Madrid, 12 de gener de 2008) fou un poeta espanyol.

## Biografia
Nascut el 3 de setembre de 1925 a Oviedo la seva infància es va veure fortament marcada per la mort del seu pare, mort quan Ángel González tenia divuit mesos d'edat. La degeneració de l'entorn familiar va continuar durant la Guerra Civil espanyola, on el seu germà Manuel va ser assassinat pel bàndol franquista en 1936. Posteriorment el seu germà Pedro s'exiliaria durant el mateix procés.
El 1943 cau malalt de tuberculosi, per la qual cosa inicia un lent procés de recuperació a Páramo del Sil. Després de tres anys, decideix estudiar dret a la Universitat d'Oviedo. Després, el 1950, comença a estudiar periodisme a l'Escola Oficial de Periodisme de Madrid.
La seva experiència com a fill de la guerra serà plasmat en Áspero mundo (1956), la seva primera publicació i amb la qual obtindria un accèssit del Premi Adonais.
Després de la publicació del seu segon llibre, Sin esperanza, con convencimiento (1961), Ángel González va passar a formar part del grup de poetes conegut com a Generació del 50. El 1962 és premiat a Cotlliure amb el Premi Antonio Machado per la publicació del seu llibre Grado elemental.
L'any 1970 és convidat a donar conferències a la Universitat de Nou Mèxic d'Albuquerque, per ser convidat posteriorment com a professor durant un semestre. El 1973 passà per les Universitats de Utah, Maryland i Texas amb la mateixa condició, retornant el 1974 a la Universitat de Nou Mèxic com a professor de Literatura Espanyola Contemporània.
El 1985 fou guardonat amb el Premi Príncep d'Astúries de les Lletres perquè la poesia, a través de la seva obra, sobreviu amb paradoxal tendresa a l'escepticisme d'una època, i el 1991 amb el Premi Internacional Salern de Poesia. El gener de 1996 fou escollit membre de la Reial Acadèmia Espanyola. El mateix any, a més, va obtenir el Premi Reina Sofia de Poesia Iberoamericana.
Ángel González el 1992 abandonà la docència a la Universitat. El 2001 obté el Premi Julián Besteiro de les Arts i les Lletres i el 2004 es converteix en el primer guanyador del Premi de Poesia Ciutat de Granada-Federico García Lorca.
Mor el 12 de gener de 2008 a una clínica de Madrid.

## Obres publicades
- Aspero mundo, Madrid, Col. Adonais, 1956.
- Sin esperanza, con convencimiento, Cotlliure, 1961.
- Grado elemental, París, Ruedo Ibérico, 1962 (Premi Antonio Machado).
- Palabra sobre palabra, Madrid, Poesía para todos, 1965, 1972 i 1977.
- Tratado de urbanismo, Barcelona, Col. El Bardo, 1967.
- Palabra sobre palabra, Barcelona, Seix Barral, 1968 (Poesia completa).
- Breves acotaciones para una biografía, Las Palmas de Gran Canaria, Inventarios provisionales, 1971.
- Procedimientos narrativos, Santander, La isla de los ratones, 1972.
- Muestra, corregida y aumentada, de algunos procedimientos narrativos y de las actitudes sentimentales que habitualmente comportan, Madrid, Turner, 1977.
- Prosemas o menos, 1984.
- Deixis en fantasma, Madrid, Hiperión, 1992.
- 101 + 19 = 120 poemas, 1999.
- Otoños y otras luces, Barcelona, Tusquets, 2001.